# 基本元素
在集合论中，基本元素（ur-element, 或urelement）是指那些自身不為集合，但可以是某個集合的元素的數學物件。就是说如果 U 是基本元素，则
X ∈ U
這一說法是没有意义的，而
U ∈ X
是完全合理的。
这不应该與空集混淆，當我們說
X ∈{\displaystyle \emptyset }
這是逻辑上合理的，只不过是假的。
基本元素有时也叫做“原子”或“个体”。

## 基本元素和公理化
在叫做 Zermelo-Fraenkel 集合论的标准公理化集合论中，没有基本元素。但是確實有其他公理化集合論使用基本元素，比如：带有基本元素的 Kripke-Platek 集合论。在帶有类型的集合论系统中，基本元素有时是类型 0 的对象，所以叫做“原子”。在这种理论中，外延公理需要特殊的形式化和处理。
現已發現，向 NF 系统加進基本元素而生成的 NFU系統會產生某些令人驚訝的结论。特别是，NFU 已知是一致的，尽管與 NF 的相对一致性仍是未解的问题。此外，NFU 一致于选择公理而 NF 則不然。

## 引用
- Ronald Jensen (1969) "On the Consistency of a Slight(?) Modification of Quine's NF," Synthese 19: 250-63.
- Mendelson, Elliot (1997) Introduction to Mathematical Logic, 4th ed. London: Chapman & Hall.
- Patrick Suppes (1960) Axiomatic Set Theory. Van Nostrand. Dover reprint, 1972.
- 埃里克·韦斯坦因. . MathWorld.